# Event-Theater

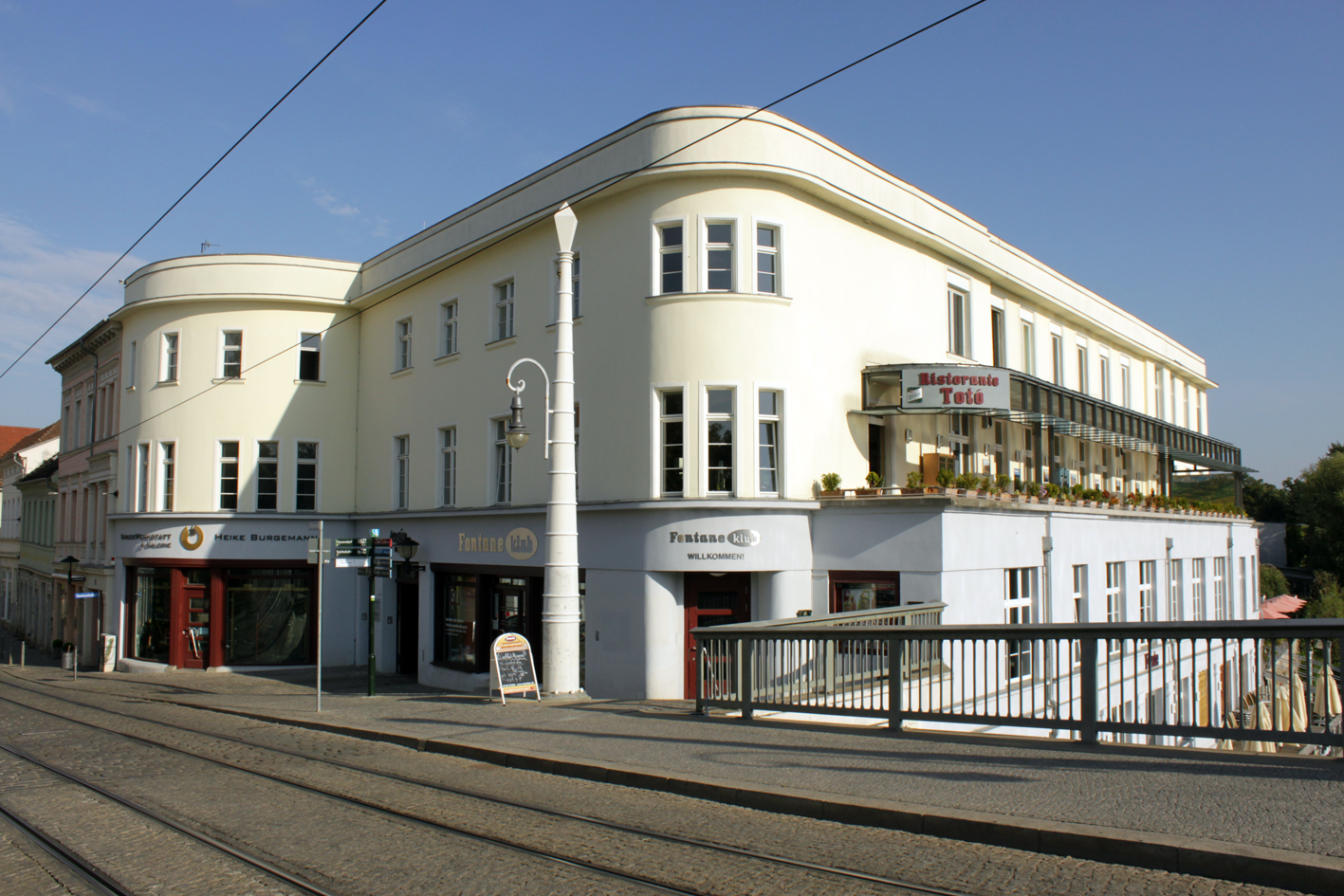
Im traditionsreichen Gebäude des Fontane-Klubs über der Havel hat das event-theater seinen Sitz

Das event-theater ist ein Freies Theater in Brandenburg an der Havel.
Unter der Leitung des Regisseurs und Schauspielers Hank Teufer betreibt das event-theater zwei Projekte: 2001 wurde der Brandenburger Klostersommer mit im Stadtgebiet variierenden Spielstätten gegründet. 2003 wurde das seit vier Jahrzehnten in Brandenburg an der Havel etablierte soziokulturelle Zentrum Fontane-Klub in eigene Betreiberschaft übernommen. Darüber hinaus richtet das Event-Theater die Brandenburger Weihnachtsbühne aus.

## Geschichte
Das event-theater wurde am 11. November 2000 gegründet. Ende der neunziger Jahre des 20. Jahrhunderts führte ein landespolitisch verantworteter Ausdünnungsprozess in der Brandenburger Theaterwelt unter anderem zum Verlust des Ensembles und Sprechtheaters am Brandenburger Theater. Infolgedessen entstand ein Defizit in der kulturellen Versorgung der Bevölkerung, auf das Hank Teufer mit der Initiative zur Gründung des ersten freien Theaters in Brandenburg an der Havel reagierte. Der rasche Erfolg der kleinen Bühne schlug sich schon bald in der Erwähnung im Leitfaden Kulturtourismus in Brandenburg nieder.

## Sitz

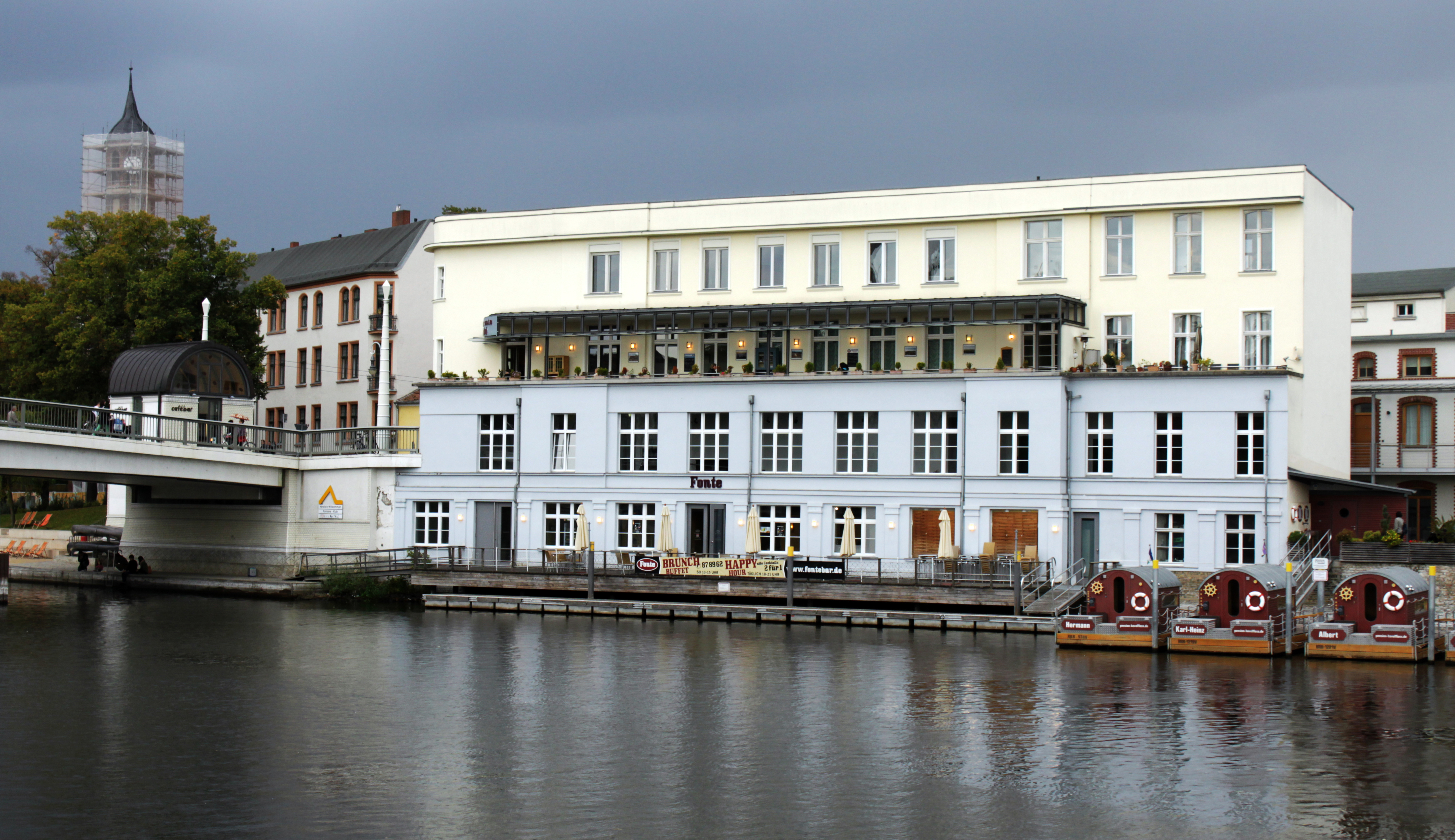
Im Spitta'schen Hause befindet sich der Sitz des event-theaters, zwei seiner Spielstätten und das vom event-theater betriebene Programm-Kino.

Das event-theater hat seinen Sitz im Baudenkmal Spitta'sches Haus mit der Adresse Ritterstraße 69 unmittelbar an der Havel. Später unter dem Namen Havelterrassen bekannt, wurde das Gebäude, welches einen markanten Eingang zur Altstadt Brandenburg von der Jahrtausenbrücke aus bildet, vom Kulturbund der DDR genutzt, welcher den Fontane-Klub als eines der wichtigsten soziokulturellen Zentren der Stadt Brandenburg an der Havel betrieb.

## Spielstätten
Neben den beiden Kleinkunstbühnen (Gelber Salon und Havelzimmer) an seinem Sitz erschließt und bespielt das event-theater verschiedene Spielstätten in Brandenburg an der Havel. So wurden St. Peter und Paul (Brandenburg an der Havel), St. Gotthardt (Brandenburg an der Havel), Schloss Plaue, das ehemalige Stadtbad Brandenburg an der Havel (Kulturbad), die ehemalige Kammgarnspinnerei, das Industriemuseum Brandenburg an der Havel, das Kulturhaus Philipp Müller, das Audimax der Technischen Hochschule Brandenburg, das Turbinenhaus der St. Annenhöfe im ehemaligen Brennabor-Werk, der Kaiserin-Augusta-Saal in der Kleinen Gartenstraße und das Heinrich-Heine-Ufer an der Havel, das Kloster St. Pauli als Bühnen genutzt. Das event-theater nutzt ebenfalls seit vielen Jahren das Buhnenhaus am Schmöllner Weg in der Nähe des Havelgemündes. Seit 2016 zählt auch die Kirche St. Johannis (Brandenburg an der Havel) in der Brandenburger Altstadt zu den Spielstätten des event-theaters.

## Trägerschaft
Das event-theater wird in der Trägerschaft des gemeinnützigen Vereins event-theater e. V. betrieben. Dieser gründete sich mit 40 Mitgliedern, um das kulturelle Leben in einer Zeit des massiven Umbruchs der soziokulturellen und Theaterlandschaften zu fördern. Der Verein stellt sich regelmäßig der Qualitätskontrolle und ist Mitglied in der Brandenburgischen Landesarbeitsgemeinschaft Soziokultur sowie im Verbund Freier Theater des Landes Brandenburg.

## Fontane-Klub
In der Tradition eines Bürgerzentrums nutzen Vereine den Fontane-Klub als Tagungs- und Arbeitsstätte. Darüber hinaus betreibt der Fontane-Klub ein Programmkino, dem seit 2012 jedes Jahr der Kinoprogrammpreis der Medienboard Berlin-Brandenburg GmbH verliehen wurde. Das event-theater bespielt ebenfalls die beiden Kleinkunstbühnen des Fontane-Klubs. Ein Restaurant, eine Bar und eine Buchhandlung im Gebäude werden privatwirtschaftlich betrieben.

## Theaterprojekte

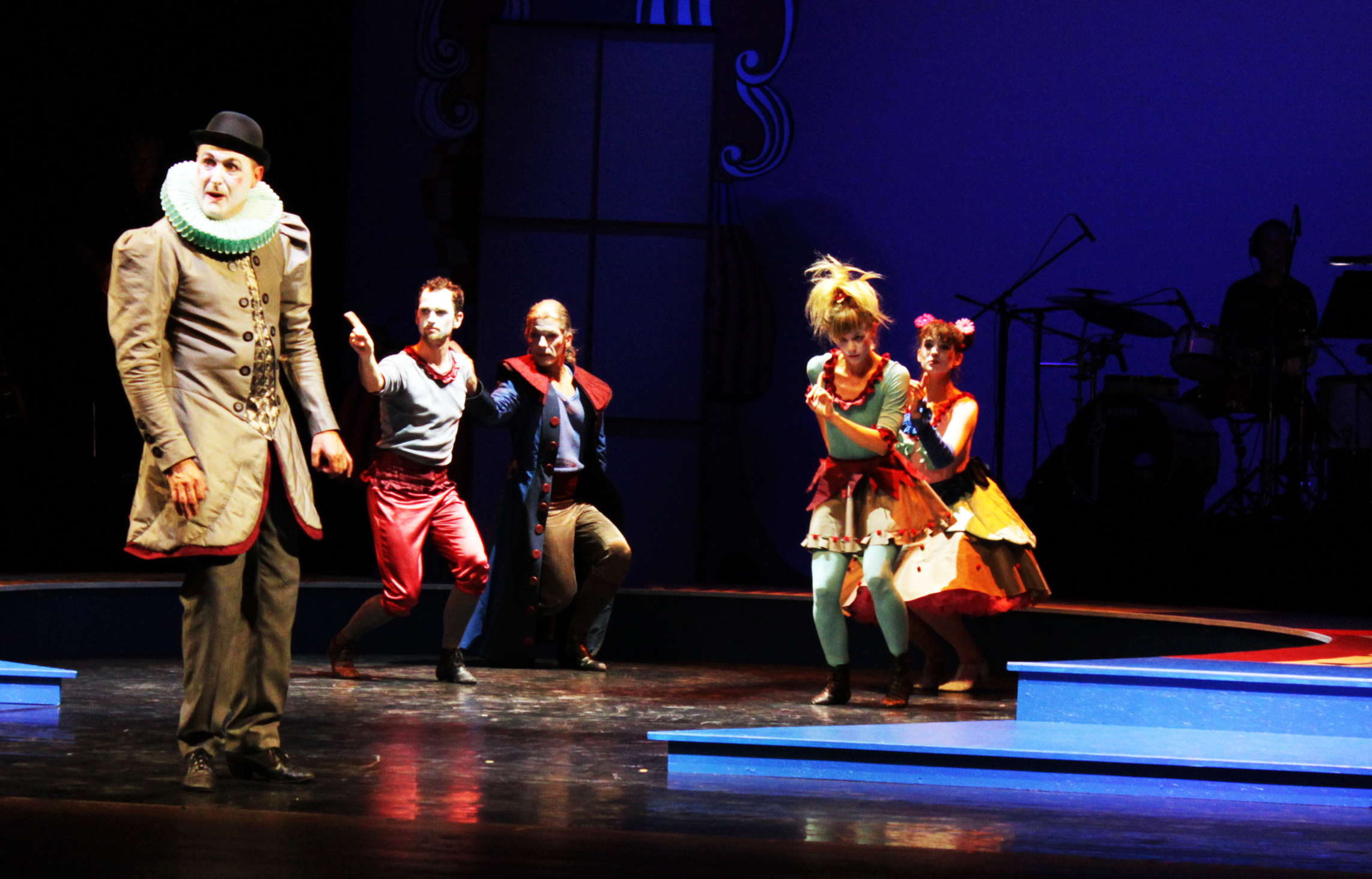
Eigenproduktion zum 300. Geburtstag Friedrichs des Großen.

Mit dem Brandenburger Klostersommer betreibt das event-theater ein Kulturfestival von überregionaler Bedeutung und Reichweite. Gastspiele führten das Ensemble bis nach Italien, Österreich und Polen. Weiterhin etablierte das event-theater unter dem Namen Brandenburger Weihnachtsbühne ein Format, mit dem in der Vorweihnachtszeit Theater und Kabarett in Verbindung mit einem Weihnachtsbuffet angeboten werden.

## Bekannte Schauspieler
Im Jahre 2005 gastierte Eva-Maria Hagen am event-theater. Im darauffolgenden Jahr bespielte Dietmar Wischmeyer auf Einladung des event-theaters das Industriemuseum Brandenburg an der Havel. 2007 folgten Max Goldt und Irina von Bentheim und 2008 Rainald Grebe einer Einladung des event-theaters.

## Auszeichnungen
Für sein Engagement im kultur- touristischen Bereich erhielt das event-theater für das Festival Brandenburger Klostersommer 2002 den Tourismuspreis des Landes Brandenburg, 2010 den Touristikerpreis der Stadt Brandenburg an der Havel sowie im Jahre 2003 und 2006 das Qualitätsgütesiegel für den Brandenburgischen Tourismus. Im Rahmen des Wettbewerbs Tourismuspreis 2009 des Landes Brandenburg für innovative Dienstleistungen und Marketing wurde das Projekt Brandenburger Klostersommer für den Tourismuspreis 2009 des Landes Brandenburg vom Ministerium für Wirtschaft des Landes Brandenburg nominiert. Das event-theater erhielt 2014 die Auszeichnung "Von der BUGA empfohlen".
2015 wurde das event-theater von der Initiative ServiceQualität Deutschland mit der Stufe I ausgezeichnet. Einen besonderen Ruf genießt auch das Programmkino im soziokulturellen Zentrum Fontane-Klub. Jährlich wird dieses Programmkino durch das Medienboard Berlin-Brandenburg ausgezeichnet.